# Autostrada A36 (Włochy)
Autostrada A36 (wł. Pedemontana Lombarda) – płatna autostrada w północnych Włoszech łącząca Cassano Magnago z Osio Sotto w regionie Lombardia. Arteria według projektu ma być długa 67 km, na 2015 rok wybudowano 15 km drogi.
Budowa trasy została podzielona na 5 odcinków:
- odcinek A – 15 km z Cassano Magnago do Osio Sotto
- odcinek B1 – 7,5 km z Lomazzo do Lentate sul Seveso
- odcinek B2 – 9,5 km z Lentate sul Seveso do Cesano Maderno
- odcinek C – 16,5 km z Cesano Maderno do Usmate Velate
- odcinek D – 18,5 km z Vimercate do Osio Sotto

Projekt trasy powstał w odpowiedzi na potrzebę zmniejszenia ruchu na obwodnicy Mediolanu.
Autostradą zarządza spółka "Autostrada Pedemontana Lombarda S.p.A.". Koszt budowy autostrady jest szacowany na ponad 5,2 miliardów euro.